# Woef Hektor
Woef Hektor is een personage uit de Nederlandse poppenseries De Woefs en de Lamaars en De Fabeltjeskrant. Hij behoort, net zoals Woefdram, tot het volk van de Woefs: werklustige, op honden gelijkende wezens.

## Oorsprong
Hektor speelde in eerste instantie een rol in het weinig populaire De Woefs en de Lamaars, waar hij een van de bewoners was van het zogeheten Nijverdal. Dit programma verhaalde van de strijd tussen de ijverige Woefs en de werkschuwe Lamaars. Woef Hektor en Lamaar Snoespoes echter, voelden zich tot elkaar aangetrokken en verhuisden samen naar het Grote Dierenbos, waar ze wel als koppel geaccepteerd werden.

## Fabeltjesland
In Fabeltjesland had Hektor verschillende baantjes, zoals trambestuurder en helper van Ed en Willem Bever. Hij kwam enkel in de eerste serie van De Fabeltjeskrant voor.

## Stem
Hektor werd van zijn stem voorzien door actrice Philippine Aeckerlin.